# Hyloscirtus princecharlesi
Hyloscirtus princecharlesi hay Nhái bén cây suối thái tử Charles là một loài nhái bén đang đứng trước nguy cơ tuyệt chủng trong tự nhiên. Loài này được nhà sinh vật học Ecuador Luis A Coloma thu thập lần đầu tiên tại khu bảo tồn tư nhân Reserva Las Gralarias ở Ecuador. Nó sống tại khu vực có rừng rậm và dòng suối thuộc Reserva Las Gralarias - nơi bị ảnh hưởng nghiêm trọng bởi dịch nấm chytridae từng xóa sổ các loài động vật lưỡng cư vào thập niên 1980. Loài ếch này được đặt theo tên của Thái tử Charles của xứ Wales để vinh danh ông trong nỗ lực huy động tài chính bảo tồn các khu rừng mưa nhiệt đới ở các nước đang phát triển.
Loài ếch này đang bị đe dọa tuyệt chủng do tác động từ khai thác nông nghiệp của con người nên môi trường sống của chúng là rừng nhiệt đới đang bị đe dọa.